# Apanteles oryzicola
Apanteles oryzicola är en stekelart som beskrevs av Watanabe 1967. Apanteles oryzicola ingår i släktet Apanteles och familjen bracksteklar. Inga underarter finns listade i Catalogue of Life.